# Jimmy Tuivati
Pas d'image ? Cliquez ici

a Compétitions nationales et continentales officielles uniquement.

b Matchs officiels uniquement.
Dernière mise à jour le 13 janvier 2020.
Jimmy Tuivati, né le 2 janvier 1988 à Auckland (Nouvelle-Zélande), est un joueur de rugby à XV international italien d'origine samoane. Il évolue dans la franchise des Zèbres au poste de troisième ligne aile ou centre.

## Biographie
Jim Tuivati est le frère cadet de Ray Tuivati, aussi joueur de rugby à XV international samoan et capitaine des Baby Blacks.
Il est marié avec Cathrine Tuivaiti (en), joueuse de netball néo-zélandaise, internationale avec les Silver Ferns.

### Carrière

#### En club
Ayant intégré la sélection provinciale néo-zélandaise de la North Harbour Rugby Union à la sortie de l'université, il y évolue d'abord parmi les trois-quarts, jouant ainsi notamment aux côtés de Jonah Lomu, alors de retour au pays, avant de retrouver sa position favorite, en troisième ligne.